# Episodi di Casa Flora
La prima stagione della serie televisiva svizzera Casa Flora è andata in onda nell'access prime time su RSI LA 1, a partire dal 13 novembre al 24 novembre 2017, formata da 10 episodi.
La regia è di Elisabetta Marchetti.
| n° | Titolo                       | Prima TV Svizzera Italiana |
| -- | ---------------------------- | -------------------------- |
| 1  | Vecchia, cara Casa Flora     | 13 novembre 2017           |
| 2  | Il futuro che non ti aspetti | 14 novembre 2017           |
| 3  | Non è una casa per vecchi    | 15 novembre 2017           |
| 4  | Alleanze                     | 16 novembre 2017           |
| 5  | Carta straccia               | 17 novembre 2017           |
| 6  | Nuove quotidianità           | 20 novembre 2017           |
| 7  | Cogli l'attimo               | 21 novembre 2017           |
| 8  | Frantumi                     | 22 novembre 2017           |
| 9  | Punto di non ritorno         | 23 novembre 2017           |
| 10 | Appena in tempo              | 24 novembre 2017           |